# QS24
QS24 ist ein Schweizer Privatfernsehsender mit Fokus auf die Naturheilkunde und Komplementärmedizin, der am 1. September 2017 via Astra Satelliten-Fernsehen unverschlüsselt täglich 24 Stunden auf Schweizer Hochdeutsch sowie Standarddeutsch auf Sendung gegangen ist. Die Sendungen können sowohl im Fernsehen (ganze Schweiz via Kabelnetz-Einspeisungen und Regional in Deutschland) als auch über die Internetportale von Wilmaa, Teleboy und Zattoo aber auch via Social Media empfangen werden.
QS24 befasst sich hauptsächlich mit alternativmedizinischen und esoterischen Themen. Schwerpunkt des Programms sind Interviews.

## Geschichte
Am 23. Dezember 2016 wurde der TV-Sender von der QuantiSana.TV Fernseh-, Produktions- und Betriebs AG mit Sitz in der Schweiz, von Gabriela Glogg-Hartmann, Jennifer Glogg und Alexander Glogg gegründet.
Die Ausstrahlungen erfolgten zuerst bei Schweiz 5 unter dem Namen QuantiSana.TV. Über 6 Monate wurde täglich ein 12-Stunden-Programm für den Privatsender Schweiz 5 zusammengestellt. Auf 1. September 2017 hin startete QuantiSana.TV einen eigenen Astra-Satelliten-Kanal und gestaltete in Zusammenarbeit u. a. mit dem regionalen TV-Sender Filstalwelle in Göppingen ein 24-Stunden-Vollprogramm. Ab diesem Zeitpunkt wurde die Sendebezeichnung von QuantiSana.TV auf QS24 umgestellt. Partner sind „GEDANKENtanken“, Explainity, Sonnenklar.TV und Schweiz Tourismus.
Im Januar 2018 erfolgte die Einspeisung in einige regionale Kabel-Netzwerke, wie z. B. der Stafag-Leukom, und im Juni 2018 bei Sunrise Schweiz. Weitere regionale Netzwerkbetreiber in Österreich sowie Deutschland bieten den Schweizer Privatsender an. Seit Mai 2018 ist QS24 auf dem Internetportal Wilmaa, bei Teleboy und seit 13. Juni 2018 auch bei Zattoo Schweiz, Deutschland und Österreich aufgeschaltet.
Am 1. September 2018 hat der Sender seine Astra-Satelliten-Aussendung aus finanziellen Gründen eingestellt. QS24 speist seit dem 1. März 2019 täglich 90 Minuten und seit dem 1. Oktober 2019 täglich 150 Minuten bei Swisscom, UPC Schweiz und Quickline via Partnerschaft mit TV Oberwallis in der Schweiz – und seit 1. April 2019 durch die Partnerschaft mit Hauptstadt.TV, TV Berlin und Tirol.TV auch bei Magenta.TV.
Ab 1. Oktober 2019 ist der Sender bei Salt Fiber aufgeschaltet. Am 1. November 2019 hat der Sender von SD auf HD umgestellt. Seit Ostern 2020 speisen die Stadtwerke in Konstanz, SW Baden-Baden, SW Waldkirch, ZEAG Heilbronn und NETCom BW den Sender ein. Ab 1. Mai 2020 hat die Waipu.TV den Sender ebenfalls in ihr Angebot aufgenommen. Seit 1. September 2020 wird QS24 auch bei Hauptstadt.TV und ab 1. Dezember 2020 bei TV Berlin eingespeist. Weitere Einspeisungen von täglich einer Stunde zur Primetime erfolgen seit 1. April 2021 bei Sylt1.TV, bei Tirol TV, im Studio 47 und bei Family TV.
Seit September 2022 arbeitet QS24 mit dem rechtsextremen, verschwörungsideologische österreichischen Medium AUF1 zusammen.

## QS24 Award
Im November 2020 vergab der TV-Sender erstmals einen Award in Form einer 5 kg schweren Silbermünze für Gesundheitsvisionäre. Dazu erklärte QS24-Gründer, Moderator und Geschäftsführer Alexander Glogg in einer Pressemitteilung: «Wir ehren innovative, beeindruckende und inspirierende Persönlichkeiten, für die Umsetzung ihrer wegweisenden, herausragenden Visionen rund um das Thema Gesundheit.» Die Jury besteht aus Mitgliedern des Sender-Managements. Im November 2021 vergab der Sender weitere Awards, diesmal in 7 Kategorien. Der Award 2021 besteht aus einer 1 kg schweren Silbermünze mit Vergoldung. 

## Kritik
Ein im März 2020 geführtes Interview mit dem Schweizer Arzt Andres Bircher über die COVID-19-Pandemie, Viren im Allgemeinen und die Grippeimpfung wurde von dem Faktencheckportal Correctiv wegen Verbreitung falscher Behauptungen kritisiert. Birchers Aussagen widersprächen teilweise grundlegenden medizinischen Erkenntnissen.